# Olsztyn Dajtki
Olsztyn Dajtki – kolejowy przystanek osobowy na osiedlu Dajtki, przy ulicy Bławatnej, w Olsztynie, w województwie warmińsko-mazurskim.
Przystanek został wybudowany w ramach projektu „Prace na linii kolejowej nr 216 na odcinku Działdowo – Olsztyn”, finansowanego ze środków unijnych – Program Operacyjny Polska Wschodnia na lata 2014–2020. Oddanie obiektu do użytku nastąpiło 9 grudnia 2018 roku, wraz z wejściem w życie rocznego rozkładu jazdy pociągów 2018/2019, w którym przewidziano 25 postojów pociągów kat. REGIO Przewozów Regionalnych.
Na infrastrukturę przystanku składają się dwa perony jednokrawędziowe o długości 150 m; wysokości 0,76 m; szerokości 2,6 m wyposażone w elementy małej infrastruktury. Przejście między torami zapewnia wiadukt drogowy, do którego doprowadzone są chodniki, schody i pochylnie.

## Ruch pasażerski
| Rok  | Wymiana pasażerska na dobę |
| ---- | -------------------------- |
| 2017 | –                          |
| 2022 | 20-49                      |